# حمض البالميتولييك
حمض البالميتولييك هو حمض دهني غير مشبع له الصيغة الكيميائية C16H30O2، والتي يمكن كتابتها على الشكل CH3(CH2)5CH=CH(CH2)7COOH مع وجود رابطة مزدوجة واحدة في البنية، تقع على الكربون رقم 7 من الطرف الميثيلي للسلسلة، ولذلك فهو يصنف من أحماض أوميغا 7.

## الوفرة الطبيعية

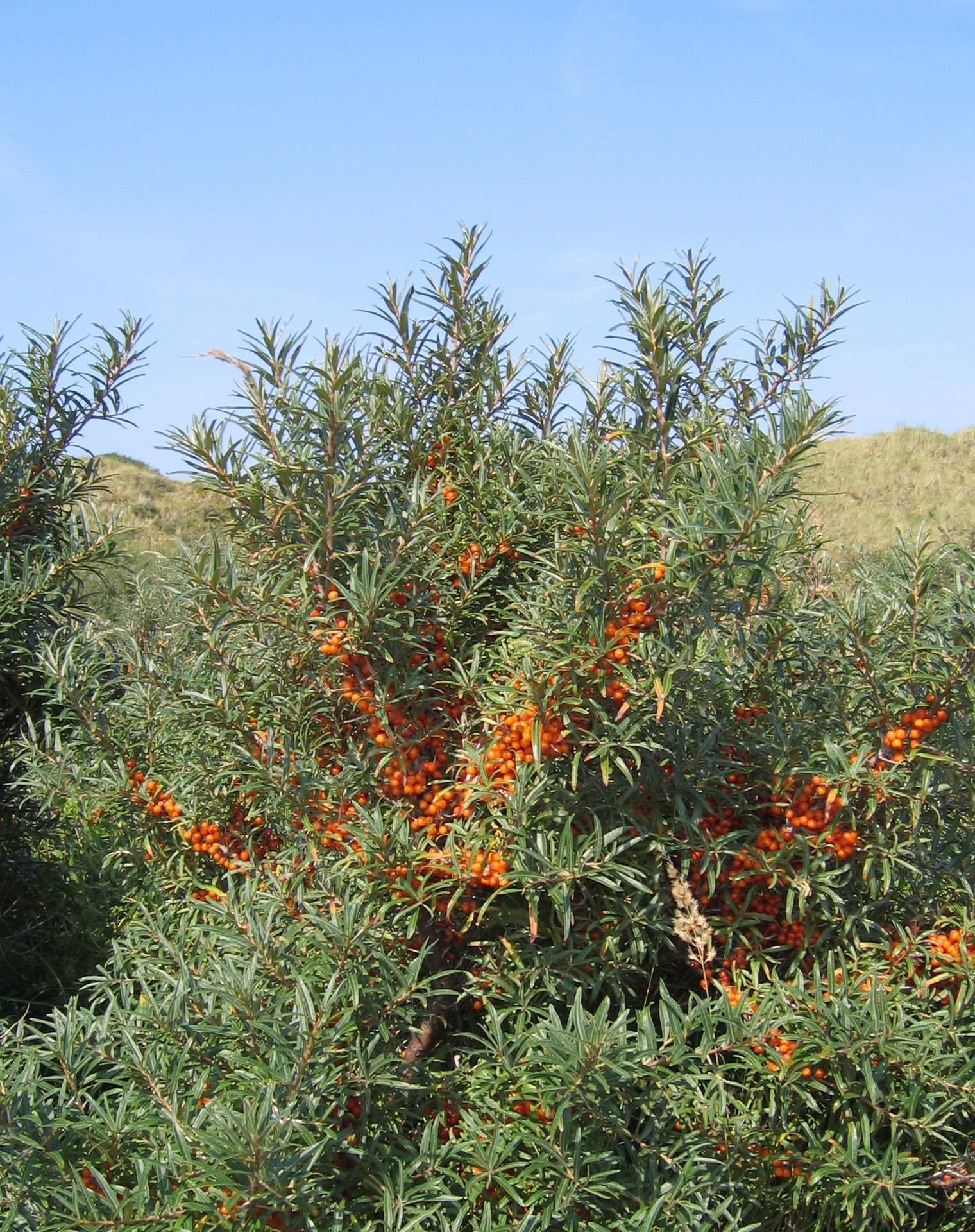
نبات أبو فايس

يوجد حمض البالميتولييك طبيعياً في حليب الثدي؛ وفي عدد من الدهون الحيوانية والزيوت النباتية، مثل زيت المكاداميا وزيت نبتة أبو فايس بما نسبته 17% و 19-29%، على الترتيب. كما يشكل هذا الحمض الدهني ما نسبته حوالي 13 % من الدهن الموجود في ثمرة دوريان.

## الأهمية الحيوية
يدخل حمض البالميتولييك على على شكل غليسيريد في تركيب النسيج الدهني عند البشر، حيث يوجد في أغلب الأنسجة، ويوجد بتراكيز مرتفعة في الكبد.
يخلّق المركب حيوياً في الجسم من حمض النخيل بفعل الإنزيم Stearoyl-CoA desaturase-1.

## اقرأ أيضاً
- حمض النخيل